# Список особо охраняемых природных территорий Кыргызстана
Особо охраняемые природные территории Кыргызстана на 2017 год занимают 1 476 121,6 га и составляют 7,38 % от общей площади страны. Они включают в себя:
- 10 заповедников (категория I МСОП),
- 13 природных национальных парков (категория II МСОП),
- 19 памятников природы (категория III МСОП),
- 48 заказников с целью контроля над местообитаниями и видами (категория IV МСОП), из них
  - 2 — комплексные заказники,
  - 10 — лесные заказники,
  - 14 — охотничьи (зоологические) заказники,
  - 24 — ботанические заказники.

Помимо этого, к особо охраняемым природным территориям относятся Ботанический сад Национальной академии наук Кыргызской Республики, Каракольский зоопарк и созданная в 2000 году биосферная территория Ысык-Кёль со статусом охраняемой территории национального значения.

## Государственные заповедники
| №  | Название                                                 | Дата создания      | Площадь, га | Область                 | Район                                | Цель создания |
| -- | -------------------------------------------------------- | ------------------ | ----------- | ----------------------- | ------------------------------------ | --- |
| 1  | Иссык-Кульский государственный природный заповедник      | 10 декабря 1948 г. | 19 661      | Иссык-Кульская область  | Тонгский район, Иссык-Кульский район | Сохранение Рамсарских водно- болотных угодий                                                                              |
| 2  | Сары-Челекский государственный биосферный заповедник     | 5 марта 1959 г.    | 23 868      | Джалал-Абадская область | Аксыйский район                      | Сохранение биоразнообразия и типичных ландшафтов и уникального озера Сары-Челек.                                          |
| 3  | Беш-Аральский государственный природный заповедник       | 21 марта 1979 г.   | 112 018     | Джалал-Абадская область | Чаткальский район                    | Сохранение среды обитания сурка Мензбира и защита флоры Западного Тянь-Шаня                                               |
| 4  | Нарынский государственный природный заповедник           | 29 декабря 1983 г. | 91 023,5    | Нарынская область       | Нарынский район Ат-Башинский район   | |
| 5  | Каратал-Жапырыкский государственный природный заповедник | 1 марта 1994 г.    | 36 449      | Нарынская область       | Нарынский район Ат-Башинский район   | |
| 6  | Сарычат-Эрташский государственный природный заповедник   | 10 марта 1995 г.   | 134 140     | Иссык-Кульская область  | Джети-Огузский район                 | |
| 7  | Падышатский государственный природный заповедник         | 3 июля 2003 г.     | 30 556,4    | Джалал-Абадская область | Аксыйский район                      | Сохранение уникальных арчовых лесов, занесенных в Красную книгу пихты Семенова и биоразнообразия Кыргызстана.             |
| 8  | Кулунатский государственный природный заповедник         | 11 августа 2004 г. | 27 434,2    | Ошская область          | Кара-Кульджинский район              | Сохранение биоразнообразия, богатый генофонд арчово-хвойных лесов, флоры и фауны, усиление защиты биологических ресурсов. |
| 9  | Сурматашский государственный природный заповедник        | 27 июня 2009 г.    | 66 194      | Баткенская область      | Кадамжайский район                   | |
| 10 | Дашманский государственный природный заповедник          | 12 июля 2012 г.    | 7 958,1     | Джалал-Абадская область | Базар-Коргонский район               | Сохранение уникальных старовозрастных лесов Кыргызстана                                                                   |

## Национальные и природные парки
| №  | Название парка | Год образования | Площадь, га |
| -- | -------------- | --------------- | ----------- |
| 1  | Ала-Арча       | 1976            | 16484,5     |
| 2  | Алатай         | 2016            | 56826,4     |
| 3  | Беш-Таш        | 1996            | 13731,5     |
| 4  | Кан-Ачуу       | 2015            | 30496,5     |
| 5  | Кара-Буура     | 2013            | 61543,9     |
| 6  | Кара-Шоро      | 1996            | 14440,2     |
| 7  | Каракол        | 1997            | 38095,3     |
| 8  | Кыргыз-Ата     | 1992            | 11172,0     |
| 9  | Саймалуу-Таш   | 2001            | 32007,2     |
| 10 | Салкын-Тор     | 2001            | 10419,0     |
| 11 | Саркент        | 2009            | 39999,4     |
| 12 | Хан-Тенири     | 2016            | 275800,3    |
| 13 | Чонг-Кемин     | 1997            | 123654,0    |

## Памятники природы
Взяты под охрану постановлением Совета министров Киргизской ССР № 567 от 6 ноября 1975 года:
- Водопад Абшир-Ата[вд] (Абшир-Сай)
- Водопад Барскаун[вд] в ущелье Барскаун
- Водопад Кёгучген-Сугат[вд] на реке Чункурчак
- Водопад Тегерек[вд]
- Водопад Ысык-Ата[вд] на реке Ысык-Ата
- Гора Сулайман-Тоо
- Каньон Ат-Баши[вд]
- Каньон Данги[вд]
- Каньон Кок-Джерты[вд] (Кажырты)
- Пещера Аджиадар-Ункур
- Пещера Ала-Мышык[вд]
- Большая Баритовая пещера[вд] («Большие ворота»)
- Пещера Джийдели[вд]
- Пещера Кан-и-Гут[вд]
- Пещера Согон-Таш[вд]
- Пещеры Чиль-Майрам и Чиль-Устун
- Скалы Джеты-Огуз[вд] в ущелье Джеты-Огуз
- Скалы Кара-Жыгач[вд]

Взят под охрану распоряжением кабинета министров Кыргызской Республики № 182-р от 18 апреля 2023:
- Государственный памятник природы «Мадыген»[вд]

## Районы управления средами обитания / видами

### Комплексные заказники
| № | Название                        | Создано             | Площадь, га | Область           | Район            | Цель                                                           | Изображение |
| - | ------------------------------- | ------------------- | ----------- | ----------------- | ---------------- | -------------------------------------------------------------- | ----------- |
| 1 | Ак-Сууский комплексный заказник | 20 февраля 1975 г.  | 7862        | Чуйская область   | Московский район | Охрана экосистем бассейна реки Ак-Суу                          |             |
| 2 | Таласский комплексный заказник  | 22 сентября 1986 г. | 2511        | Таласская область | Таласский район  | Охрана ландашфтов и природных комплексов в бассейне реки Талас |             |

### Лесные заказники
| №  | Название                       | Создан          | Площадь, га | Область                 | Район                  | Цель                                                               | Изображение |
| -- | ------------------------------ | --------------- | ----------- | ----------------------- | ---------------------- | ------------------------------------------------------------------ | ----------- |
| 1  | Батраханский лесной заказник   | 11 июня 1975 г. | 504         | Джалал-Абадская область | Аксыйский район        | Охрана пихты Семёнова и рябины персидской                          |             |
| 2  | Белулинский лесной заказник    | 11 июня 1975 г. | 384         | Ошская область          | Алайский район         | Охрана смешанных лесов                                             |             |
| 3  | Дашманский лесной заказник     | 11 июня 1975 г. | 5000        | Джалал-Абадская область | Базар-Коргонский район | Охрана орехоплодовых лесов                                         |             |
| 4  | Жылгындынский лесной заказник  | 11 июня 1975 г. | 300         | Джалал-Абадская область | Ноокенский район       | Охрана зарослей фисташки                                           |             |
| 5  | Лесной заказник «Иырисуу»      | 11 июня 1975 г. | 395         | Нарынская область       | Нарынский район        | Охрана еловых лесов                                                |             |
| 6  | Кайындынский лесной заказник   | 11 июня 1975 г. | 405         | Нарынская область       | Нарынский район        | Охрана еловых лесов                                                |             |
| 7  | Куру-Кульский лесной заказник  | 11 июня 1975 г. | 350         | Джалал-Абадская область | Ала-Букинский район    | Охрана еловых лесов                                                |             |
| 8  | Лесной заказник «Малый Ак-Суу» | 11 июня 1975 г. | 95          | Иссык-Кульская область  | Иссык-Кульский район   | Охрана еловых лесов                                                |             |
| 9  | Лесной заказник «Мескен-Сай»   | 11 июня 1975 г. | 483         | Джалал-Абадская область | Ала-Букинский район    | Охрана еловых лесов                                                |             |
| 10 | Лесной заказник «Узун-Акмат»   | 11 июня 1975 г. | 14771       | Джалал-Абадская область | Токтогульский район    | Охрана пихты Семёнова, рябины персидской, винограда узунахматского |             |

### Охотничьи (зоологические) заказники
| №  | Название                               | Создан             | Площадь, га | Область                 | Район                 | Охраняемые виды                                                  | Изображение |
| -- | -------------------------------------- | ------------------ | ----------- | ----------------------- | --------------------- | ---------------------------------------------------------------- | ----------- |
| 1  | Джети-Огузский зоологический заказник  | 16 мая 1958 г.     | 30000       | Иссык-Кульская область  | Джети-Огузский район  | Марал, косуля, козерог, улар, фазан, кеклик                      |             |
| 2  | Гюлчёнский зоологический заказник      | 29 декабря 1972 г. | 500         | Ошская область          | Алайский район        | Тяньшанский бурый медведь, кабан, козерог, косуля, улар, кеклик  |             |
| 3  | Теплоключенский зоологический заказник | 29 декабря 1972 г. | 32140       | Иссык-Кульская область  | Ак-Суйский район      | Снежный барс, кабан, косуля, козерог, улар, фазан, кеклик        |             |
| 4  | Чичканский зоологический заказник      | 29 декабря 1972 г. | 36000       | Джалал-Абадская область | Токтогульский район   | Тяньшанский бурый медведь, кабан, косуля, козерог, улар, кеклик  |             |
| 5  | Заказник «Ак-Буура»                    | 6 ноября 1975 г.   | 13642       | Ошская область          | Кара-Суйский район    | Косуля, фазан, кеклик                                            |             |
| 6  | Заказник «Жазы»                        | 6 ноября 1975 г.   | 6173        | Ошская область          | Узгенский район       | Заяц-толай, фазан, кеклик                                        |             |
| 7  | Зоологический заказник «Жарды-Каинды»  | 6 ноября 1975 г.   | 18698,5     | Чуйская область         | Панфиловский район    | Кабан, козерог, косуля, фазан, кеклик, перепел                   |             |
| 8  | Кировский зоологический заказник       | 6 ноября 1975 г.   | 13557       | Таласская область       | Кара-Бууринский район | Архар, козерог, косуля, фазан, кеклик, перепел                   |             |
| 9  | Кочкорский зоологический заказник      | 6 ноября 1975 г.   | 2335        | Нарынская область       | Кочкорский район      | Фазан, кеклик                                                    |             |
| 10 | Сандалашский зоологический заказник    | 6 ноября 1975 г.   | 18830       | Джалал-Абадская область | Ала-Букинский район   | Архар, косуля, козерог, сурок Мензбира                           |             |
| 11 | Тюпский зоологический заказник         | 6 ноября 1975 г.   | 19085       | Иссык-Кульская область  | Тюпский район         | Марал, косуля, кабан                                             |             |
| 12 | Зоологический заказник «Тогуз-Торо»    | 6 ноября 1975 г.   | 26563       | Джалал-Абадская область | Тогуз-Тороуский район | Тяньшанский бурый медведь, снежный барс, косуля, козерог, кеклик |             |
| 13 | Жаргылчакский зоологический заказник   | 20 июня 1990 г.    | 23098       | Иссык-Кульская область  | Джети-Огузский район  | Марал, косуля, козерог, улар, фазан, кеклик                      |             |
| 14 | Кен-Суйский зоологический заказник     | 20 июня 1990 г.    | 8712        | Иссык-Кульская область  | Тюпский район         | Марал, косуля, кабан                                             |             |

### Ботанические заказники
| №  | Название                                 | Создан              | Площадь, га | Область                 | Район                 | Охраняемые виды / ландшафты                                                                               | Изображение |
| -- | ---------------------------------------- | ------------------- | ----------- | ----------------------- | --------------------- | --- | ----------- |
| 1  | Аламюдюнский ботанический заказник       | 11 июня 1975 г.     | 80          | Чуйская область         | Аламудунский район    | Тюльпан Грейга, пион, шафран                                                                              |             |
| 2  | Байдамтальский ботанический заказник     | 11 июня 1975 г.     | 20          | Чуйская область         | Тонский район         | Селитрянка Шобера и сибирский чингиль серебристый                                                         |             |
| 3  | Ботанический заказник «Большой Ой-Кайын» | 11 июня 1975 г.     | 50          | Ошская область          | Алайский район        | Тюльпан Островского                                                                                       |             |
| 4  | Жангактинский ботанический заказник      | 11 июня 1975 г.     | 50          | Баткенская область      | Лейлекский район      | Тюльпан родственный                                                                                       |             |
| 5  | Ботанический заказник «Жел-Тийбес»       | 11 июня 1975 г.     | 800         | Джалал-Абадская область | Аксыйский район       | Эталонный участок южной полупустыни                                                                       |             |
| 6  | Ботанический заказник «Кара-Арча»        | 11 июня 1975 г.     | 100         | Таласская область       | Кара-Бууринский район | Тюльпан Грейга, лук пскемский, юнона                                                                      |             |
| 7  | Кош-Тектирский ботанический заказник     | 11 июня 1975 г.     | 50          | Джалал-Абадская область | Ала-Букинский район   | Тюльпан вверхстремящийся                                                                                  |             |
| 8  | Кыргыз-Гавский ботанический заказник     | 11 июня 1975 г.     | 50          | Ошская область          | Ноокенский район      | Юнона орхидная                                                                                            |             |
| 9  | Ботанический заказник «Маймак»           | 11 июня 1975 г.     | 60          | Таласская область       | Кара-Бууринский район | Тюльпан Кауфмана                                                                                          |             |
| 10 | Сары-Могольский ботанический заказник    | 11 июня 1975 г.     | 60          | Ошская область          | Алайский район        | Прострела Костычева                                                                                       |             |
| 11 | Сюлюктинский ботанический заказник       | 11 июня 1975 г.     | 30          | Баткенская область      | Лейлекский район      | Тюльпан розовый                                                                                           |             |
| 12 | Тюпский ботанический заказник            | 11 июня 1975 г.     | 100         | Иссык-Кульская область  | Тюпский район         | Арча стелющаяся                                                                                           |             |
| 13 | Хайдарканский ботанический заказник      | 11 июня 1975 г.     | 30          | Баткенская область      | Кадамжайский район    | Тюльпан розовый                                                                                           |             |
| 14 | Ботанический заказник «Чанач»            | 11 июня 1975 г.     | 50          | Джалал-Абадская область | Ала-Букинский район   | Тюльпан Кауфмана                                                                                          |             |
| 15 | Чаткальский ботанический заказник        | 11 июня 1975 г.     | 600         | Джалал-Абадская область | Чаткальский район     | Прангосовая степь (Prangos lipskyi)                                                                       |             |
| 16 | Чонарыкский ботанический заказник        | 11 июня 1975 г.     | 80          | Чуйская область         | Аламединский район    | Тюльпан Грейга, пион, шафран, юнона                                                                       |             |
| 17 | Чырандынский ботанический заказник       | 11 июня 1975 г.     | 500         | Баткенская область      | Кадамжайский район    | Низкогорная пустынная растительность с зарослями фисташки                                                 |             |
| 18 | Ботанический заказник «Чункурчак»        | 11 июня 1975 г.     | 30          | Чуйская область         | Аламединский район    | Тюльпан Грейга, пион, шафран, смородина Янчевского                                                        |             |
| 19 | Ботанический заказник «Шилбили-Сай»      | 11 июня 1975 г.     | 150         | Таласская область       | Кара-Бууринский район | Эфедра хвощевая                                                                                           |             |
| 20 | Ботанический заказник «Яблоневая щель»   | 11 июня 1975 г.     | 100         | Чуйская область         | Жайылский район       | Тюльпан Кауфмана, тюльпан Грейга, тюльпан Колпаковского, тюльпан вверхстремящийся, пион, шафран           |             |
| 21 | Ботанический заказник «Минкуш»           | 23 сентября 1985 г. | 76          | Нарынская область       | Жумгальский район     | Аммопиптант карликовый                                                                                    |             |
| 22 | Рязан-Сайский ботанический заказник      | 12 мая 1987 г.      | 110         | Джалал-Абадская область | Аксыйский район       | Инжир, гранат обыкновенный, виноград узунакматский                                                        |             |
| 23 | Суусамырский ботанический заказник       | 18 декабря 1990 г.  | 2168        | Чуйская область         | Жайылский район       | Ива тонкосерёжчатая, берёза, рябина тяньшанская, барбарис, жимолость пародоксальная, смородина Янчевского |             |
| 24 | Ботанический заказник «Гора Айгуль-Таш»  | 9 октября 2009 г.   | 254         | Баткенская область      | Баткенский район      | Рябчик Эдуарда                                                                                            |             |